# Казачья (река)
Казачья — река в России, протекает по Пронскому району Рязанской области. Правый приток Истьи.

## География
Река Казачья образуется слиянием рек Радбища и Ямна. Течёт в южном направлении. Устье реки находится у села Тырново в 72 км по правому берегу реки Истьи. Длина реки составляет 4 км.

## Данные водного реестра
По данным государственного водного реестра России относится к Окскому бассейновому округу, водохозяйственный участок реки — Ока от города Рязань до водомерного поста у села Копоново, без реки Проня, речной подбассейн реки — бассейны притоков Оки до впадения Мокши. Речной бассейн реки — Ока.
Код объекта в государственном водном реестре — 09010102212110000025072.